# Lowry Lake
Lowry Lake är en sjö i Kanada.   Den ligger i provinsen British Columbia, i den sydvästra delen av landet, 3 700 km väster om huvudstaden Ottawa. Lowry Lake ligger 137 meter över havet. Arean är 0,48 kvadratkilometer. Den sträcker sig 1,8 kilometer i nord-sydlig riktning, och 0,7 kilometer i öst-västlig riktning.
I omgivningarna runt Lowry Lake växer i huvudsak barrskog. Runt Lowry Lake är det mycket glesbefolkat, med 3 invånare per kvadratkilometer.